# Quizsendung
Als Quizsendung oder Quizshow bezeichnet man eine Spielshow im Fernsehen oder Hörfunk in Form eines Ratespiels, bei der Fragen beantwortet werden müssen. Dadurch können die Kandidaten meist hohe Geld- oder Sachpreise gewinnen.
Quizsendungen gehören seit Jahrzehnten zu den beliebtesten Formaten, vor allem im Fernsehen. Entsprechend hat sich eine große Vielfalt von Formaten entwickelt, die sich in Reglement, Kandidaten, Fragen und Gewinnen stark unterscheiden. So genannte Call-in-Gewinnspiele werden dabei nicht nur in typischen Quizshows veranstaltet, sondern gehören auch zum Nebenprogramm vieler anderer Sendungen. Zu vielen Quizsendungen sind inzwischen auch Brett-, Karten- oder Computerspiele erhältlich.

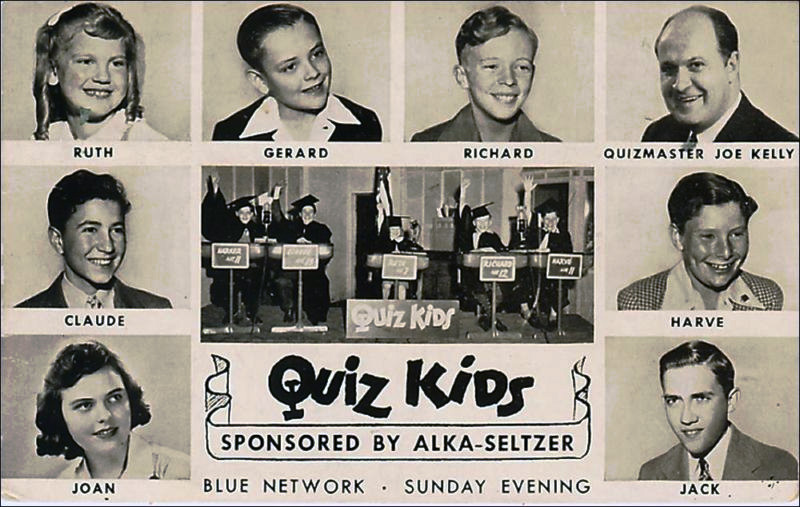
Werbepostkarte für ein Radioquiz für Kinder (1940)

## Kandidaten
Gespielt wird meist mit Kandidaten, die entweder im Studio anwesend sind oder über Telefon zugeschaltet werden. In diesen Fällen wird der Gewinner bzw. der Gewinn noch im Verlauf der Sendung ermittelt.
Typische Beispiele dafür sind:
- Wer wird Millionär?
- Der Quiz-Champion
- Gefragt – Gejagt
- Jeopardy!
- Quiz Taxi (inzwischen eingestellt)
- Der große Preis (inzwischen eingestellt)
- Die Quiz Show (inzwischen eingestellt)

Wer Kandidat werden will, muss sich in der Regel für die entsprechende Sendung bewerben, wobei die Bewerber entweder durch Los oder in einer Vorentscheidung ermittelt werden. In der alten Fassung der Fernsehshow Kopfball wurden die Kandidaten auch spontan aus dem Publikum ausgewählt, bei Quiz Taxi waren die Kandidaten Passanten, die zufällig in ein bestimmtes Taxi stiegen. Bei Sendungen ohne Kandidaten bzw. Zuschauer erfolgt die Übermittlung der Lösungsvorschläge häufig per Post, Telefon oder Internet (etwa bei DENKmal).

## Spielleitung
Geleitet wird die Sendung typischerweise von einem Quizmaster. Während der Quizmaster heute die Sendung meist allein moderiert, gehörte anfangs ein Assistent zum Standardpersonal vieler Quizsendungen. Manche Assistenten sind dabei ähnlich populär geworden wie die Quizmaster selbst, etwa Martin Jente, Walter Spahrbier oder Maren Gilzer.
Manche Sendungen hatten darüber hinaus auch eine Jury oder einen „Juristen“, der über die Einhaltung der Regeln wachte und in Zweifelsfällen zu entscheiden hatte. Ein bekanntes Beispiel ist die inzwischen eingestellte Fernsehshow Der große Preis.

## Themen
Viele Sendungen umfassen Fragen aus allen Wissensbereichen, andere sind auf bestimmte Gebiete begrenzt (Erkennen Sie die Melodie? zum Beispiel auf Fragen aus der Musik). Gelegentlich ist der Kandidat auch selbst Gegenstand des Ratens, etwa bei Was bin ich? oder Sag die Wahrheit.

## Gewinne

### Allgemeines
Die Gewinne reichen von kleineren Geld- und Sachpreisen bis hin zu Geldbeträgen in Millionenhöhe. Vor allem seit dem Quizboom in den 1990er Jahren sind die Gewinne bei einigen Sendungen stark angestiegen. Deren Ausschüttung wird meist durch Rundfunkgebühren oder Werbeeinnahmen finanziert. Oft tragen auch kostenpflichtige Servicenummern zur Finanzierung der Gewinne bei, über die sich potentielle Kandidaten für die Show bewerben können. Call-in-Gewinnspiele finanzieren sich fast ausschließlich durch diese Servicenummern (so zum Beispiel der Quizsender 9Live). Andere Sendungen, wie etwa Die 5 Millionen SKL Show, werden über Lotterien finanziert, bei denen die Teilnahme vom Kauf eines Loses abhängt.
Nicht immer werden die Gewinne an die Kandidaten ausgezahlt. In manchen Fällen werden sie auch für einen guten Zweck gespendet. So veranstalten viele Sender so genannte „Prominentenspecials“ ihrer Quizsendungen, bei denen Prominente als Kandidaten auftreten. In der Regel benennen diese dann bestimmte Organisationen oder Projekte, an die das Geld gespendet werden soll. Bekannte Beispiele dafür sind Wer wird Millionär? oder Das Quiz mit Jörg Pilawa. Bei Quizsendungen für Kinder dagegen werden fast ausnahmslos Sachpreise ausgespielt. Einige Shows, wie etwa Ich trage einen großen Namen, verzichten gänzlich auf Gewinne, da einzig die Ratelust im Vordergrund stehen soll.
Eine Besonderheit sind Sendungen mit Jackpot. Gewinne, die nicht ausgespielt werden, werden gesammelt und verbleiben im Jackpot, wodurch sich die Gewinnsumme von Spiel zu Spiel erhöht.

### Währungsprobleme
Spezielle Probleme können sich aus unterschiedlichen Umrechnungskursen der einzelnen Währungen ergeben. Bei Wer wird Millionär?, das außer in Deutschland auch in den USA, in Großbritannien, in Russland und in der Türkei produziert und ausgestrahlt wird, kann der Kandidat laut Spielregeln maximal einen Gewinn in Höhe von einer Million in der entsprechenden Landeswährung erzielen. Jedoch entsprechen eine Million Russische Rubel nur gut 24.000 Euro, während eine Million Britische Pfund umgerechnet ca. 1,2 Millionen Euro ergeben.
Auch die Umstellung auf den Euro brachte erhebliche Probleme mit sich. So musste man bei der deutschen Ausgabe von Wer wird Millionär? den Hauptgewinn schon allein auf Grund des Namens der Sendung von einer Million Deutsche Mark auf eine Million Euro erhöhen.

## Reglement
Das Reglement ist von Sendung zu Sendung höchst unterschiedlich.

### Kandidaten
Häufig spielen – wie zum Beispiel in Das Quiz mit Jörg Pilawa – jeweils zwei oder mehrere Kandidaten miteinander und teilen sich das erspielte Geld anschließend. Bei Jeopardy! dagegen treten die Kandidaten gegeneinander an. Zudem gibt es Sendungen, in denen jeder Kandidat einzeln für sich spielt, so etwa bei Wer wird Millionär? oder in denen die Kandidaten erst gemeinsam, und dann gegeneinander antreten, wie in Der Schwächste fliegt.

### Runden
Eine Quizsendung setzt sich meist aus mehreren Runden zusammen. So gibt es bei vielen Sendungen (öffentliche) Auswahlrunden, in denen der nächste Kandidat aus bis zu zehn weiteren Teilnehmern ermittelt wird, etwa durch Beantwortung einer Frage auf Zeit. Anschließend wird die Höhe des Gewinns ausgespielt. Bei einigen Shows wird auf eine öffentliche Auswahlrunde verzichtet (etwa bei Das Quiz mit Jörg Pilawa); hier werden die Kandidaten in einer nicht öffentlichen Vorentscheidung ermittelt.

### Fragen
Die meisten Shows beruhen auf Wissensfragen. Daneben gibt es auch Bilder-, Musik- und Filmrätsel sowie andere Denkspiele. Bei der inzwischen eingestellten Sendung Was bin ich? zum Beispiel musste der Kandidat den Beruf eines zweiten Teilnehmers erraten, indem er ihm diesbezügliche Fragen stellte. Mit dessen Antworten konnte er die Lösung so immer weiter eingrenzen. Zahlreich vertreten sind auch Wortspiele, bei denen es Begriffe zu erraten gilt. Beispiele hierfür sind familien duell, Glücksrad und Auf Los geht’s los.

#### Auswahl der Fragen
Weitere Unterschiede ergeben sich in der Auswahl der Fragen. Quizsendungen wie Wer wird Millionär? oder Das Quiz mit Jörg Pilawa setzen auf einen Fragenpool, aus dem die Fragen von einem Computer zufällig ausgewählt und auf den Bildschirmen des Moderators und des Kandidaten angezeigt werden. Ebenso möglich, aber seltener ist die Verwendung von vorbereiteten und speziell ausgewählten Fragen, die ebenfalls auf Monitoren angezeigt und vom Moderator vorgelesen werden.

### Joker
Ein beliebtes Hilfsmittel sind Joker. Kandidaten können sie einsetzen, wenn sie die Antwort auf eine Frage nicht wissen.
- Ersatzfrage: Die Frage wird durch eine andere Frage ersetzt.
- Schieben: Die Frage wird später beantwortet.
- Telefonjoker: Der Kandidat kann eine ihm bekannte Person anrufen und sie um Hilfe bitten.
- Freifrage: Die Frage muss nicht beantwortet werden.
- Kaufjoker: Gegen Abgabe von Punkten erhält der Kandidat Hilfe.
- Publikumsjoker: Der Kandidat kann das Publikum befragen.
- Ersatzkandidat: Eine Ersatzperson beantwortet die Frage.
- Spieljoker: Anstelle der Frage tritt ein Geschicklichkeitsspiel oder Ähnliches.
- 50/50-Joker: Es werden so viele Antwortmöglichkeiten gelöscht, dass nur noch die Hälfte übrig bleibt, zwischen denen sich der Kandidat entscheiden muss.
- Internetjoker: Der Kandidat hat eine vorgegebene Zeit, in der er die Antwort im Internet recherchieren kann.

### Spielende
Das Spielende ist von Sendung zu Sendung unterschiedlich. Bei einigen Shows endet das Spiel nach einer gewissen Anzahl von Runden oder einer bestimmten Zeit. Bei den meisten Sendungen aber tritt das Spielende ein, wenn eine Frage falsch oder die letzte Frage richtig beantwortet wurde.

### Disqualifikation
Grundsätzlich führen grobe Regelverstöße (Betrugsversuche, Einsageversuche seitens des Publikums) in fast allen Sendungen zur unmittelbaren Disqualifikation.

## Bekannte Quizsendungen im Fernsehen
Nachfolgend bekannte Quizsendungen im deutschsprachigen Raum, die mind. 5 Jahre landesweit gelaufen sind, nach Anfangsjahr sortiert, sowie deren Quizmaster:

### Deutschland
- Tick-Tack-Quiz (ARD), 1958–1967 mit Fritz Benscher
- Hätten Sie’s gewußt? (ARD), 1958–1969 mit Heinz Maegerlein
- Alles oder nichts (ARD), 1958–1988 mit Heinrich Fischer, Georg Böse, Erich Helmensdorfer, Andreas Grasmüller, Günther Schramm, Max Schautzer
- Was bin ich? (ARD), 1958–1989 mit Unterbrechung, mit Robert Lembke
- Einer wird gewinnen (ARD), 1964–1969, 1979–1987 mit Hans-Joachim Kulenkampff
- Gut gefragt ist halb gewonnen (ZDF), 1965–1970 mit Hans Rosenthal
- Erkennen Sie die Melodie? (ZDF), 1969–1985 mit Unterbrechungen, mit Ernst Stankovski
- Wer dreimal lügt (ARD), 1970–1984 mit Wolfgang Spier und (ORF) 1973–1977 mit Günter Tolar
- Der große Preis (ZDF), 1974–1993, 2002/2003  mit Wim Thoelke, Hans-Joachim Kulenkampff, Carolin Reiber, Marco Schreyl
- Auf Los geht’s los (ARD), 1977–1986 mit Joachim Fuchsberger
- Ich trage einen großen Namen (SWR), seit 1977 mit Hans Gmür, Hansjürgen Rosenbauer, Wieland Backes
- Rate mal mit Rosenthal (ZDF), 1979–1986 mit Hans Rosenthal
- Die Pyramide (ZDF), 1979–1994 mit Dieter Thomas Heck
- Riskant!/Jeopardy, (RTL plus/tm3) 1990–2000, mit Hans-Jürgen Bäumler, Frank Elstner, Gerriet Danz
- Wer wird Millionär? (RTL), seit 1999 mit Günther Jauch
- Die NDR Quizshow (NDR), 2000–2004 mit Ludger Abeln, 2004–2012 mit Carlo von Tiedemann, 2013–2014 mit Alexander Bommes und seit 2014 Jörg Pilawa
- Die Chance deines Lebens (Sat.1), 2000 mit Kai Pflaume
- Die Quiz Show (Sat.1), 2000–2001 mit Jörg Pilawa, 2001–2003 mit Christian Clerici und 2003–2004 mit Matthias Opdenhövel
- Das Quiz mit Jörg Pilawa (ARD), (2001–2010) Neuauflage 2020 mit Jörg Pilawa
- Star Quiz (ARD), 2002–2010 mit Jörg Pilawa und 2011–2012 mit Kai Pflaume
- clever! – Die Show, die Wissen schafft (Sat.1), 2003–2009 mit Barbara Eligmann und Wigald Boning
- Das NRW-Duell (WDR), 2006–2016 mit Bernd Stelter
- Die große Show der Naturwunder (ARD), 2006–2017 mit Frank Elstner und Ranga Yogeshwar
- Frag doch mal die Maus (ARD), 2006–2009 mit Jörg Pilawa und seit 2010 mit Eckart von Hirschhausen
- Das Junior Quiz mit Jörg Pilawa (ARD), 2007–2008 mit Jörg Pilawa
- Pilawas großes Geschichts-Quiz (ARD), 2007–2008 mit Jörg Pilawa
- Wie schlau ist Deutschland? (ZDF), 2007–2009 mit Johannes B. Kerner
- Das unglaubliche Quiz der Tiere (ARD), 2007–2011 mit Frank Elstner
- 20xx – Das Quiz (ARD), seit 2008 mit Frank Plasberg
- Wer weiß es? (hr-fernsehen), seit 2009 mit Petra Theisen
- Kennen Sie Deutschland? (ZDF), 2009 mit Jörg Pilawa
- HISTORY! – Das Quiz (ZDF), 2009–2010 mit Markus Lanz
- 5 gegen Jauch (RTL), 2009–2017, seit 2019 mit Oliver Pocher und 2017–2018 mit Frank Buschmann
- Das Quiz der Deutschen (ARD), 2009–2011 mit Frank Plasberg
- Rette die Million! (ZDF), 2010–2013 mit Jörg Pilawa
- Topfgeldjäger (ZDF), 2010–2014 mit Steffen Henssler und 2014–2015 mit Alexander Herrmann
- Hirschhausens Quiz des Menschen (ARD), ursprünglicher Titel: Das fantastische Quiz des Menschen, seit 2010 mit Eckart von Hirschhausen
- Die große Disney-Quizshow (Sat.1), 2010 mit Kai Pflaume, 2011 mit Harro Füllgrabe und 2012 mit Daniel Boschmann
- Das große Allgemeinwissensquiz (Sat.1), 2011 mit Johannes B. Kerner
- Der klügste Deutsche (ARD), 2011–2012 mit Kai Pflaume
- Pilawas großes Weihnachtsquiz (ZDF), 2011 mit Jörg Pilawa
- Ab durch die Mitte – Das schnellste Quiz der Welt (Sat.1), 2012 mit Daniel Boschmann
- Gefragt – Gejagt (NDR), seit 2012–2015 (ARD) seit 2015 mit Alexander Bommes
- Meister des Alltags (SWR), seit 2012 mit Florian Weber
- Schlau wie die tagesschau (ARD), 2012 mit Frank Plasberg
- Die Quizshow mit Jörg Pilawa (ZDF), 2012 mit Jörg Pilawa
- Der Quiz-Champion (ZDF), ursprünglicher Titel: Der Super-Champion, 2012 mit Jörg Pilawa und seit 2013 mit Johannes B. Kerner
- Die 2 – Gottschalk & Jauch gegen alle (RTL), 2013–2017 mit Barbara Schöneberger
- So wählt Deutschland – Pilawas Generationen-Quiz (ZDF), 2013 mit Jörg Pilawa
- Die große Zeitreise-Show (ZDF), 2013 mit Johannes B. Kerner
- Quizonkel.TV (ARD), 2014 mit Jörg Pilawa
- Was weiß ich?! (Sat.1), 2014 mit Stefan Gödde
- Quizduell (ARD), seit 2014 mit Jörg Pilawa, seit 2022 mit Esther Sedlaczek
- Wer weiß denn sowas? (ARD), seit 2015 mit Kai Pflaume
- Tiere wie wir (Sat.1), 2015 mit Jürgen von der Lippe
- Mich täuscht keiner! (ZDF), 2015–2017 mit Dirk Steffens
- Der klügste Norddeutsche (NDR), seit 2015 mit Jörg Pilawa
- Paarduell (ARD), 2016–2017 mit Jörg Pilawa
- Die Superpauker (NDR), seit 2016 mit Elton
- 500 – Die Quiz-Arena (RTL), 2016–2017 mit Günther Jauch
- The Big Music Quiz (RTL), 2016–2017 mit Oliver Geissen
- Luke! Die Schule und ich (Sat.1), seit 2017 mit Luke Mockridge
- Clever abgestaubt (ZDFneo), 2017 mit Steven Gätjen
- Da kommst Du nie drauf! (ZDF), seit 2017 mit Johannes B. Kerner
- Flieg mit mir! (ARD), 2017 mit Guido Cantz
- The Wall (RTL), 2017–2018 mit Frank Buschmann
- Genial daneben – Das Quiz (Sat.1), seit 2018 mit Hugo Egon Balder
- Die Rote Kugel (Vox), seit 2021 mit Martin Rütter
- Das 1% Quiz (Sat.1), seit 2023 mit Jörg Pilawa

Kindersendung
- Die sechs Siebeng’scheiten (ARD), 1957–96 mit Jürgen Graf, Elmar Hörig, Ingrid Peters, Markus Brock
- 1, 2 oder 3 (ZDF), 1977–1985 mit Michael Schanze, 1985–1995 mit Birgit Lechtermann, 1995–2005 mit Gregor Steinbrenner, 2005–2010 mit Daniel Fischer und seit 2010 mit Elton
- Q-Boot – Das Quiz (Super RTL), 2001–2003 mit David Wilms
- Willis Quiz Quark Club (BR/KiKA), seit 2004 mit Willi Weitzel
- Die beste Klasse Deutschlands (KiKA/ARD), seit 2008 mit Malte Arkona

### Österreich
- Einundzwanzig (ORF), 1958–74 mit Rudolf Hornegg. Remakes mit Elmar Gunsch bzw. Karin Resetarits. In D 2000-2 mit Hans Meiser (RTL)
- Quiz in Rot-Weiß-Rot (ORF), 1978–88 mit Gerhard Tötschinger
- Made in Austria (ORF), 1980–92 mit Günter Tolar
- Die Millionenshow (ORF), 2000 mit Rainhard Fendrich, 2000–2002 mit Barbara Stöckl und seit 2002 mit Armin Assinger
- Quizmaster (ServusTV), 2015–2016 mit Clemens Haipl, 2016 mit Andreas Jäger, 2016–2017 mit Florian Rudig, seit 2017 mit Andreas Moravec
- Echt jetzt?! (ORF eins), 2017 mit Andi Knoll und Mirjam Weichselbraun
- Quizjagd (ServusTV)[1]
- Q1-Ein Hinweis ist falsch (ORF)[2]
- SMART10 (ORF)[3]

### Schweiz
- Dopplet oder nüt (SRG), 1956–59, 1973–70 mit Mäni Weber
- Tell-Star (SRG), 1980–91 mit Beni Thurnheer
- 1 gegen 100 (SRF 1), 2008–2019 mit Susanne Kunz und seit 2020 mit Angélique Beldner
- Wir mal vier (SRF 1), 2016–2018 mit Sven Epiney

### D-A-CH (Eurovisionssendung)
- Spiel für dein Land – Das größte Quiz Europas (ARD/ORF/SRF), 2015–2017 mit Jörg Pilawa
- Ich weiß alles! (ARD/ORF/SRF), seit 2018 mit Jörg Pilawa
- Quiz ohne Grenzen (ARD/ORF/SRF), seit 2020 mit Jörg Pilawa

## Kritik
„Das deutlichste Barometer des Zustandes einer Gesellschaft ist für mich die Quizshow an sich. In einer Sat.1-Show mit Matthias Opdenhövel wurde grundsätzlich jedem Tollpatsch so geholfen, dass er mit viel Geld nach Hause gehen konnte. Eine Erdkundelehrerin hat nach mehrmaligem Nachfragen seitens des Moderators darauf bestanden, dass Rostock im Erzgebirge liegt. Solche Leute sind berechtigt, unserem Nachwuchs Noten zu geben! Da möchte ich Amok laufen.“